# Джон Росс (тенісист)
Джон Росс (англ. John Ross; нар. 29 лютого 1964) — колишній американський тенісист.
Найвищу одиночну позицію світового рейтингу — 92 місце досяг 4 січня, 1988, парну — 172 місце — 2 травня, 1988 року.
Найвищим досягненням на турнірах Великого шолома було 2 коло в одиночному та парному розрядах.
Завершив кар'єру 1991 року.

## Фінали Гран-прі за кар'єру

### Одиночний розряд: 1 (0–1)
| Результат | W/L | Дата     | Турнір        | Покриття | Суперник       | Рахунок       |
| --------- | --- | -------- | ------------- | -------- | -------------- | ------------- |
| Поразка   | 0–1 | Сер 1987 | Рай-Брук, США | Тверде   | Петер Лундгрен | 7–6, 5–7, 3–6 |

## Титули на челленджерах

### Парний розряд: (1)
| Ранг | Рік  | Турнір             | Покриття | Партнер    | Суперники                        | Рахунок       |
| ---- | ---- | ------------------ | -------- | ---------- | -------------------------------- | ------------- |
| 1.   | 1986 | Вест-Палм-Біч, США | Ґрунт    | Дерек Тарр | Ріккі Браун (тенісист) Тім Сіґел | 4–6, 6–4, 6–4 |